# Compertrix
Compertrix település Franciaországban, Marne megyében. Lakosainak száma 1307 fő (2022. január 1.). Compertrix Châlons-en-Champagne, Coolus, Fagnières, Sarry és Villers-le-Château községekkel határos.

## Népesség
A település népességének változása:
| Lakosok száma | 971  | 942  | 1112 | 1080 | 1460 | 1528 | 1490 | 1376 | 1353 | 1307 |
|               | 1968 | 1982 | 1990 | 2006 | 2013 | 2015 | 2017 | 2019 | 2020 | 2022 |